# Mistrzostwa Włoch w piłce nożnej mężczyzn
Mistrzostwa Włoch w piłce nożnej (wł. Campionato italiano di calcio) – rozgrywki piłkarskie, prowadzone cyklicznie - corocznie lub co sezonowo (na przełomie dwóch lat kalendarzowych) - mające na celu wyłonienie najlepszej męskiej drużyny we Włoszech.

## Historia
Mistrzostwa Włoch w piłce nożnej rozgrywane są od 1898 roku. Obecnie rozgrywki odbywają się w wielopoziomowych ligach: Serie A, Serie B, Lega Pro, amatorskiej Serie D oraz regionalnych Eccellenza, Promozione, Prima Categoria, Seconda Categoria, Terza Categoria.
7 września 1893 roku w Genui powstał pierwszy włoski klub piłkarski Genoa CFC, potem następne. Po założeniu włoskiej federacji piłkarskiej - FIGC w 1898 roku, rozpoczął się proces zorganizowania pierwszych oficjalnych Mistrzostw Włoch w sezonie 1898 (Campionato Nazionale di Football). W 1904 pierwsza klasa rozgrywek otrzymała nazwę Prima Categoria. Do 1909 rozgrywki odbywały się systemem wiosna-jesień, dopiero od sezonu 1909/10 grano systemem jesień-wiosna. W latach 1915–1919 mistrzostwa nie rozgrywano z powodu I wojny światowej. Do 1922 roku najpierw organizowano turnieje eliminacyjne w grupach regionalnych, zwycięzcy których potem walczyli w grupach półfinałowych o wyjście do grup finałowych. Mecz finałowy pomiędzy zwycięzcami grup finałowych (Finalissima) decydował o tytule mistrzowskim kraju.
Ze względu na stale wzrastającą liczbę drużyn uczestniczących w mistrzostwach regionalnych oraz niezadowolenie z systemu rozgrywek, pomiędzy 27 i 28 sierpnia 1921 roku 24 klubów oddzieliło się od Włoskiej Federacji Piłkarskiej (FIGC) i założyła własną konfederację CCI (Confederazione Calcistica Italiana). W sezonie 1921/22 każda federacja organizowała swoje mistrzostwa. W mistrzostwach FIGC uczestniczyło 47 zespołów podzielonych na grupę północną i środkową, które walczyli w Prima Categoria. W mistrzostwach CCI uczestniczyło 58 zespołów podzielonych na grupę północną i południową, które walczyli w Prima Divisione. Odpowiednikami II ligi była Promozione (FIGC) i Seconda Divisione (CCI), a III ligi - Terza Categoria (FIGC) i Terza Divisione (CCI). Już od następnego sezonu, po kompromisie Colombo doszło do porozumienia pomiędzy FIGC i CCI, w wyniku czego 56 klubów przystąpiły do rozgrywek w zjednoczonych mistrzostwach w Prima Divisione, reszta zespołów zostały polubownie podzielone w ligach Seconda Divisione, Terza Divisione, Quarta Divisione.
W 1926 roku, w wyniku wewnętrznych kryzysów, FIGC zmienił system rozgrywek, dopuszczając do Divisione Nazionale kluby z południa Włoch. 20 klubów zostały podzielone na 2 grupy, a potem najlepsza szóstka drużyn walczyła w grupie finałowej o tytuł mistrza. W sezonie 1926/27 rozgrywki wygrał Torino FC, ale FIGC anulował w następnym sezonie tytuł mistrzowski, tak jak członek zarządu klubu dyrektorów Torino został oskarżony o kupowanie zwycięstwa (2:1) w derbach przeciwko Juventusowi w dniu 5 czerwca 1927.
Rozgrywki zawodowej Serie A zainaugurowano w sezonie 1929/30.
Sezon 1943/44 zwany Campionato Alta Italia został uznany za nieoficjalny z powodu trwania II wojny światowej i walk na terytorium Włoch. FIGC w 2002 roku określiło zwycięstwo klubu Spezia Calcio jako "dekorację", tak jak nie wszystkie kluby mogły uczestniczyć w mistrzostwach, a w wielu regionach rozgrywano lokalne turnieje. Sezon 1944/45 nie odbył się z powodu wojny. Dopiero od sezonu 1945/46 rozgrywki były kontynuowane w Serie A.
Torino FC został uznany za mistrza kraju w sezonie 1948/49 po katastrofie lotniczej pod koniec sezonu, w której cały zespół zginął.
Tytuł mistrza w Serie A jest często określany mianem scudetto ("mała tarcza"), ponieważ w sezonie 1924/25 zwycięska drużyna odziedziczyła w kolejnym sezonie niewielką herbatę z włoskim trójkolorowym paskiem. Najbardziej tytułowym klubem jest Juventus z 35 mistrzostwami, a następnie A.C. Milan i Inter Mediolan z 18 tytułami mistrzowskimi.

## Mistrzowie i pozostali medaliści
| Sezon                                  | K | K | T  | Mistrz              | Wicemistrz                         | III miejsce               | Br. | Król strzelców | Uwagi |
| Campionato Nazionale di Football       |   |   |    |                     |                                    |                           |     | | |
| 1898                                   |   |   | 1  | Genoa CFC           | Internazionale Turyn               | -                         | 2   | Edoardo Bosio (Internazionale Turyn) | 4 kluby, sys.puch. |
| 1899                                   |   |   | 2  | Genoa CFC           | Internazionale Turyn               | -                         | 2   | Albert Weber (Internazionale Turyn) Red (Ginnastica Torino) | 4 kluby, sys.puch. |
| 1900                                   |   |   | 3  | Genoa CFC           | FC Torinese                        | -                         | 3   | Edoardo Bosio (Internazionale Turyn) | 5 klubów, sys.puch. |
| Campionato Italiano di Football        |   |   |    |                     |                                    |                           |     | | |
| 1901                                   |   |   | 1  | A.C. Milan          | Genoa CFC                          | -                         | 4   | Ettore Negretti (A.C. Milan) | 5 klubów, sys.puch. |
| 1902                                   |   |   | 4  | Genoa CFC           | A.C. Milan                         | -                         | ?   | ? | 8 klubów, sys.puch. |
| 1903                                   |   |   | 5  | Genoa CFC           | Juventus F.C.                      | -                         | 1   | Joseph William Agar (Genoa CFC) Gioacchino Armano (Juventus F.C.) (sam.) Henri Dapples (Genoa CFC) Luigi Forlano (Juventus F.C.) Umberto Malvano (Juventus F.C.) | 6 klubów, sys.puch. |
| Prima Categoria                        |   |   |    |                     |                                    |                           |     | | |
| 1904                                   |   |   | 6  | Genoa CFC           | Juventus F.C.                      | -                         | 2   | Walter Streule (Juventus F.C.) | 5 klubów, sys.puch. |
| 1905                                   |   |   | 1  | Juventus F.C.       | Genoa CFC                          | US Milanese               | ?   | ? | 5 klubów, 2 rundy |
| 1906                                   |   |   | 2  | A.C. Milan          | Juventus F.C.                      | Genoa CFC                 | ?   | ? | 5 klubów, 2 rundy |
| 1907                                   |   |   | 3  | A.C. Milan          | FC Torino                          | SG Andrea Doria           | ?   | ? | 6 klubów, 2 rundy |
| Campionato Italiano di Prima Categoria |   |   |    |                     |                                    |                           |     | | |
| 1908                                   |   |   | 1  | Pro Vercelli        | US Milanese                        | SG Andrea Doria           | ?   | ? | 4 kluby, 2 rundy |
| Campionato Federale di Prima Categoria |   |   |    |                     |                                    |                           |     | | |
| 1909                                   |   |   | 2  | Pro Vercelli        | US Milanese                        | -                         | ?   | ? | 9 klubów, sys.puch. |
| Prima Categoria                        |   |   |    |                     |                                    |                           |     | | |
| 1909/10                                |   |   | 1  | Inter Mediolan      | Pro Vercelli                       | Juventus F.C.             | ?   | ? | 9 klubów |
| 1910/11                                |   |   | 3  | Pro Vercelli        | AC Vicenza                         | -                         | ?   | ? | 13 klubów |
| 1911/12                                |   |   | 4  | Pro Vercelli        | AC Wenecja                         | -                         | ?   | ? | 14 klubów |
| 1912/13                                |   |   | 5  | Pro Vercelli        | S.S. Lazio                         | -                         | ?   | ? | 30 klubów |
| 1913/14                                |   |   | 1  | AS Casale           | S.S. Lazio                         | -                         | ?   | ? | 45 klubów |
| 1914/15                                |   |   | 7  | Genoa CFC           | -                                  | -                         | ?   | ? | 52 kluby. Genoa mistrzem decyzją federacji |
| 1915-1919                              |   |   |    |                     |                                    |                           |     | | Nie rozgrywano przez I wojnę światową |
| 1919/20                                |   |   | 2  | Inter Mediolan      | AS Livorno                         | -                         | ?   | ? | 66 klubów |
| 1920/21                                |   |   | 6  | Pro Vercelli        | Pisa Calcio                        | -                         | ?   | ? | 88 klubów |
| 1921/22                                |   |   | 1  | U.S.D. Novese       | Ginnastica Sampierdarenese         | -                         | ?   | ? | 47 klubów. Rozgrywki prowadzone przez federację F.I.G.C. |
| Prima Divisione                        |   |   |    |                     |                                    |                           |     | | |
| 1921/22                                |   |   | 7  | Pro Vercelli        | Fortitudo Rzym                     | -                         | ?   | ? | 58 klubów. Rozgrywki prowadzone przez federację C.C.I. |
| 1922/23                                |   |   | 8  | Genoa CFC           | S.S. Lazio                         | -                         | ?   | ? | 56 klubów |
| 1923/24                                |   |   | 9  | Genoa CFC           | Savoia Calcio                      | -                         | 22  | Heinrich Schönfeld (Torino FC) | 45 klubów |
| 1924/25                                |   |   | 1  | FC Bologna          | Alba Roma                          | -                         | 19  | Mario Magnozzi (Livorno) | 43 kluby |
| 1925/26                                |   |   | 2  | Juventus F.C.       | Alba Roma                          | -                         | 35  | Ferenc Hirzer (Juventus F.C.) | 44 kluby |
| Divisione Nazionale                    |   |   |    |                     |                                    |                           |     | | |
| 1926/27                                |   |   | 1  | FC Torino           | FC Bologna                         | Juventus F.C.             | 22  | Antonio Powolny (Inter Mediolan) | 2 grupy po 10 klubów + finał 6 klubów. Tytuł odebrany za korupcję                                                                                            |
| 1927/28                                |   |   | 1  | FC Torino           | Genoa CFC                          | Alessandria Calcio        | 35  | / Julio Libonatti (Torino FC) | 2 grupy po 11 klubów + finał 8 klubów |
| 1928/29                                |   |   | 2  | FC Bologna          | FC Torino                          | -                         | 36  | Gino Rossetti (Torino FC) | 2 grupy po 16 klubów + finał |
| Serie A                                |   |   |    |                     |                                    |                           |     | | |
| 1929/30                                |   |   | 3  | Ambrosiana Mediolan | Genoa CFC                          | Juventus F.C.             | 31  | Giuseppe Meazza (Ambrosiana-Inter) | 18 klubów |
| 1930/31                                |   |   | 3  | Juventus F.C.       | AS Roma                            | FC Bologna                | 29  | Rodolfo Volk (AS Roma) | 18 klubów |
| 1931/32                                |   |   | 4  | Juventus F.C.       | FC Bologna                         | AS Roma                   | 25  | Angelo Schiavio (Bologna FC) Pedro Petrone (ACF Fiorentina) | 18 klubów |
| 1932/33                                |   |   | 5  | Juventus F.C.       | Inter Mediolan                     | FC Bologna/SSC Napoli     | 29  | Felice Borel II (Juventus F.C.) | 18 klubów |
| 1933/34                                |   |   | 6  | Juventus F.C.       | Inter Mediolan                     | SSC Napoli                | 31  | Felice Borel II (Juventus F.C.) | 18 klubów |
| 1934/35                                |   |   | 7  | Juventus F.C.       | Inter Mediolan                     | ACF Fiorentina            | 28  | / Enrique Guaita (AS Roma) | 16 klubów |
| 1935/36                                |   |   | 3  | FC Bologna          | AS Roma                            | FC Torino                 | 25  | Giuseppe Meazza (Ambrosiana-Inter) | 16 klubów |
| 1936/37                                |   |   | 4  | FC Bologna          | S.S. Lazio                         | FC Torino                 | 21  | Silvio Piola (S.S. Lazio) | 16 klubów |
| 1937/38                                |   |   | 4  | Ambrosiana-Inter    | Juventus F.C.                      | A.C. Milan/Genoa CFC      | 20  | Giuseppe Meazza (Ambrosiana-Inter) | 16 klubów |
| 1938/39                                |   |   | 5  | FC Bologna          | FC Torino                          | Inter Mediolan            | 19  | / Ettore Puricelli (Bologna FC) Aldo Boffi (A.C. Milan) | 16 klubów |
| 1939/40                                |   |   | 5  | Ambrosiana-Inter    | FC Bologna                         | Juventus F.C.             | 24  | Aldo Boffi (A.C. Milan) | 16 klubów |
| 1940/41                                |   |   | 6  | FC Bologna          | Inter Mediolan                     | A.C. Milan                | 22  | Ettore Puricelli (Bologna FC) | 16 klubów |
| 1941/42                                |   |   | 1  | AS Roma             | FC Torino                          | AC Wenecja                | 22  | Aldo Boffi (A.C. Milan) | 16 klubów |
| 1942/43                                |   |   | 2  | FC Torino           | AS Livorno                         | Juventus F.C.             | 21  | Silvio Piola (S.S. Lazio) | 16 klubów |
| Divisione Nazionale                    |   |   |    |                     |                                    |                           |     | | |
| 1944                                   |   |   |    |                     |                                    |                           |     | | Okrojone mistrzostwa wojenne. 75 klubów, 7 gr.el.+ 3 gr.półfinał.+ finał. Zwycięzca Spezia Calcio                                                            |
| 1944/1945                              |   |   |    |                     |                                    |                           |     | | Nie rozgrywano przez II wojnę światową |
| Serie A                                |   |   |    |                     |                                    |                           |     | | |
| 1945/46                                |   |   | 3  | FC Torino           | Juventus F.C.                      | A.C. Milan                | 22  | Guglielmo Gabetto (Torino FC) | 2 grupy po 14,11 klubów + finał 8 klubów |
| 1946/47                                |   |   | 4  | FC Torino           | Juventus F.C.                      | FC Modena                 | 29  | Valentino Mazzola (Torino FC) | 20 klubów |
| 1947/48                                |   |   | 5  | FC Torino           | A.C. Milan Juventus F.C. Triestina | -                         | 27  | Giampiero Boniperti (Juventus F.C.) | 21 klubów |
| 1948/49                                |   |   | 6  | FC Torino           | Inter Mediolan                     | A.C. Milan                | 26  | Istvan Nyers (Inter Mediolan) | 20 klubów. Torino mistrzem decyzją federacji, w związku z katastrofą na wzgórzu Superga                                                                      |
| 1949/50                                |   |   | 8  | Juventus F.C.       | A.C. Milan                         | Inter Mediolan            | 35  | Gunnar Nordahl (A.C. Milan) | 20 klubów |
| 1950/51                                |   |   | 4  | A.C. Milan          | Inter Mediolan                     | Juventus F.C.             | 34  | Gunnar Nordahl (A.C. Milan) | 20 klubów |
| 1951/52                                |   |   | 9  | Juventus F.C.       | A.C. Milan                         | Inter Mediolan            | 30  | John Hansen (Juventus F.C.) | 20 klubów |
| 1952/53                                |   |   | 6  | Inter Mediolan      | Juventus F.C.                      | A.C. Milan                | 26  | Gunnar Nordahl (A.C. Milan) | 18 klubów |
| 1953/54                                |   |   | 7  | Inter Mediolan      | Juventus F.C.                      | A.C. Milan/ACF Fiorentina | 23  | Gunnar Nordahl (A.C. Milan) | 18 klubów |
| 1954/55                                |   |   | 5  | A.C. Milan          | Udinese Calcio                     | AS Roma                   | 27  | Gunnar Nordahl (A.C. Milan) | 18 klubów |
| 1955/56                                |   |   | 1  | ACF Fiorentina      | A.C. Milan                         | Inter Mediolan/S.S. Lazio | 29  | Gino Pivatelli (Bologna FC) | 18 klubów |
| 1956/57                                |   |   | 6  | A.C. Milan          | ACF Fiorentina                     | S.S. Lazio                | 22  | / Dino Da Costa (AS Roma) | 18 klubów |
| 1957/58                                |   |   | 10 | Juventus F.C.       | ACF Fiorentina                     | Calcio Padova             | 28  | John Charles (Juventus F.C.) | 18 klubów |
| 1958/59                                |   |   | 7  | A.C. Milan          | ACF Fiorentina                     | Inter Mediolan            | 33  | / Antonio Valentín Angelillo (Inter Mediolan) | 18 klubów |
| 1959/60                                |   |   | 11 | Juventus F.C.       | ACF Fiorentina                     | A.C. Milan                | 28  | / Omar Sívori (Juventus F.C.) | 18 klubów |
| 1960/61                                |   |   | 12 | Juventus F.C.       | A.C. Milan                         | Inter Mediolan            | 27  | Sergio Brighenti (UC Sampdoria) | 18 klubów |
| 1961/62                                |   |   | 8  | A.C. Milan          | Inter Mediolan                     | ACF Fiorentina            | 22  | / José Altafini (A.C. Milan) Aurelio Milani (ACF Fiorentina) | 18 klubów |
| 1962/63                                |   |   | 8  | Inter Mediolan      | Juventus F.C.                      | A.C. Milan                | 19  | Harald Nielsen (Bologna FC) Pedro Manfredini (AS Roma) | 18 klubów |
| 1963/64                                |   |   | 7  | FC Bologna          | Inter Mediolan                     | A.C. Milan                | 21  | Harald Nielsen (Bologna FC) | 18 klubów |
| 1964/65                                |   |   | 9  | Inter Mediolan      | A.C. Milan                         | FC Torino                 | 17  | Sandro Mazzola (Inter Mediolan) Alberto Orlando (ACF Fiorentina)                                                                                                 | 18 klubów |
| 1965/66                                |   |   | 10 | Inter Mediolan      | FC Bologna                         | SSC Napoli                | 25  | Luís Vinício (Vicenza) | 18 klubów |
| 1966/67                                |   |   | 13 | Juventus F.C.       | Inter Mediolan                     | FC Bologna                | 18  | Gigi Riva (Cagliari Calcio) | 18 klubów |
| 1967/68                                |   |   | 9  | A.C. Milan          | SSC Napoli                         | Juventus F.C.             | 15  | Pierino Prati (A.C. Milan) | 16 klubów |
| 1968/69                                |   |   | 2  | ACF Fiorentina      | Cagliari Calcio                    | A.C. Milan                | 20  | Gigi Riva (Cagliari Calcio) | 16 klubów |
| 1969/70                                |   |   | 1  | Cagliari Calcio     | Inter Mediolan                     | Juventus F.C.             | 21  | Gigi Riva (Cagliari Calcio) | 16 klubów |
| 1970/71                                |   |   | 11 | Inter Mediolan      | A.C. Milan                         | SSC Napoli                | 24  | Roberto Boninsegna (Inter Mediolan) | 16 klubów |
| 1971/72                                |   |   | 14 | Juventus F.C.       | A.C. Milan                         | FC Torino                 | 22  | Roberto Boninsegna (Inter Mediolan) | 16 klubów |
| 1972/73                                |   |   | 15 | Juventus F.C.       | A.C. Milan                         | S.S. Lazio                | 17  | Paolo Pulici (Torino FC) Gianni Rivera (A.C. Milan) Giuseppe Savoldi (Bologna FC)                                                                                | 16 klubów |
| 1973/74                                |   |   | 1  | S.S. Lazio          | Juventus F.C.                      | SSC Napoli                | 24  | Giorgio Chinaglia (S.S. Lazio) | 16 klubów |
| 1974/75                                |   |   | 16 | Juventus F.C.       | SSC Napoli                         | AS Roma                   | 18  | Paolo Pulici (Torino FC) | 16 klubów |
| 1975/76                                |   |   | 7  | FC Torino           | Juventus F.C.                      | A.C. Milan                | 21  | Paolo Pulici (Torino FC) | 16 klubów |
| 1976/77                                |   |   | 17 | Juventus F.C.       | AC Torino                          | ACF Fiorentina            | 21  | Francesco Graziani (Torino FC) | 16 klubów |
| 1977/78                                |   |   | 18 | Juventus F.C.       | AC Vicenza                         | FC Torino                 | 24  | Paolo Rossi (Vicenza) | 16 klubów |
| 1978/79                                |   |   | 10 | A.C. Milan          | Perugia Calcio                     | Juventus F.C.             | 19  | Bruno Giordano (S.S. Lazio) | 16 klubów |
| 1979/80                                |   |   | 12 | Inter Mediolan      | Juventus F.C.                      | A.C. Milan                | 16  | Roberto Bettega (Juventus F.C.) | 16 klubów. Milan zdegradowany do Serie B za korupcję |
| 1980/81                                |   |   | 19 | Juventus F.C.       | AS Roma                            | SSC Napoli                | 18  | Roberto Pruzzo (AS Roma) | 16 klubów |
| 1981/82                                |   |   | 20 | Juventus F.C.       | ACF Fiorentina                     | AS Roma                   | 15  | Roberto Pruzzo (AS Roma) | 16 klubów |
| 1982/83                                |   |   | 2  | AS Roma             | Juventus F.C.                      | Inter Mediolan            | 16  | Michel Platini (Juventus F.C.) | 16 klubów |
| 1983/84                                |   |   | 21 | Juventus F.C.       | AS Roma                            | ACF Fiorentina            | 20  | Michel Platini (Juventus F.C.) | 16 klubów |
| 1984/85                                |   |   | 1  | Hellas Werona       | FC Torino                          | Inter Mediolan            | 18  | Michel Platini (Juventus F.C.) | 16 klubów |
| 1985/86                                |   |   | 22 | Juventus F.C.       | AS Roma                            | SSC Napoli                | 19  | Roberto Pruzzo (AS Roma) | 16 klubów |
| 1986/87                                |   |   | 1  | SSC Napoli          | Juventus F.C.                      | Inter Mediolan            | 17  | Pietro Paolo Virdis (A.C. Milan) | 16 klubów |
| 1987/88                                |   |   | 11 | A.C. Milan          | SSC Napoli                         | AS Roma                   | 15  | Diego Maradona (SSC Napoli) | 16 klubów |
| 1988/89                                |   |   | 13 | Inter Mediolan      | SSC Napoli                         | A.C. Milan                | 22  | Aldo Serena (Inter Mediolan) | 18 klubów |
| 1989/90                                |   |   | 2  | SSC Napoli          | A.C. Milan                         | Inter Mediolan            | 19  | Marco van Basten (A.C. Milan) | 18 klubów |
| 1990/91                                |   |   | 1  | Sampdoria Genua     | A.C. Milan                         | Inter Mediolan            | 19  | Gianluca Vialli (UC Sampdoria) | 18 klubów |
| 1991/92                                |   |   | 12 | A.C. Milan          | Juventus F.C.                      | FC Torino                 | 25  | Marco van Basten (A.C. Milan) | 18 klubów |
| 1992/93                                |   |   | 13 | A.C. Milan          | Inter Mediolan                     | AC Parma                  | 26  | Giuseppe Signori (S.S. Lazio) | 18 klubów |
| 1993/94                                |   |   | 14 | A.C. Milan          | Juventus F.C.                      | Sampdoria Genua           | 23  | Giuseppe Signori (S.S. Lazio) | 18 klubów |
| 1994/95                                |   |   | 23 | Juventus F.C.       | S.S. Lazio                         | AC Parma                  | 26  | Gabriel Batistuta (ACF Fiorentina) | 18 klubów |
| 1995/96                                |   |   | 15 | A.C. Milan          | Juventus F.C.                      | S.S. Lazio                | 24  | Igor Protti (Bari) Giuseppe Signori (S.S. Lazio) | 18 klubów |
| 1996/97                                |   |   | 24 | Juventus F.C.       | AC Parma                           | Inter Mediolan            | 24  | Filippo Inzaghi (Atalanta BC) | 18 klubów |
| 1997/98                                |   |   | 25 | Juventus F.C.       | Inter Mediolan                     | Udinese Calcio            | 27  | Oliver Bierhoff (Udinese Calcio) | 18 klubów |
| 1998/99                                |   |   | 16 | A.C. Milan          | S.S. Lazio                         | ACF Fiorentina            | 22  | Márcio Amoroso (Udinese Calcio) | 18 klubów |
| 1999/00                                |   |   | 2  | S.S. Lazio          | Juventus F.C.                      | A.C. Milan                | 24  | Andrij Szewczenko (A.C. Milan) | 18 klubów |
| 2000/01                                |   |   | 3  | AS Roma             | Juventus F.C.                      | S.S. Lazio                | 26  | Hernán Crespo (S.S. Lazio) | 18 klubów |
| 2001/02                                |   |   | 26 | Juventus F.C.       | AS Roma                            | Inter Mediolan            | 24  | Dario Hübner (Piacenza) David Trezeguet (Juventus F.C.) | 18 klubów |
| 2002/03                                |   |   | 27 | Juventus F.C.       | Inter Mediolan                     | A.C. Milan                | 24  | Christian Vieri (Inter Mediolan) | 18 klubów |
| 2003/04                                |   |   | 17 | A.C. Milan          | AS Roma                            | Juventus F.C.             | 24  | Andrij Szewczenko (A.C. Milan) | 18 klubów |
| 2004/05                                |   |   | 28 | Juventus Turyn      | A.C. Milan                         | Inter Mediolan            | 24  | Cristiano Lucarelli (Livorno) | 20 klubów. W związku z aferą Calciopoli (zob. → afera Calciopoli) tytuł odebrano Juventusowi, równocześnie nie przyznając go żadnej innej drużynie           |
| 2005/06                                |   |   | 14 | Inter Mediolan      | AS Roma                            | A.C. Milan                | 31  | Luca Toni (ACF Fiorentina) | 20 klubów. Zwycięzca Juventus F.C. stracił tytuł i został zdegradowany do Serie B, wicemistrz AC Milan ukarany odjęciem 30 punktów (zob. → afera Calciopoli) |
| 2006/07                                |   |   | 15 | Inter Mediolan      | AS Roma                            | S.S. Lazio                | 26  | Francesco Totti (AS Roma) | 20 klubów |
| 2007/08                                |   |   | 16 | Inter Mediolan      | AS Roma                            | Juventus F.C.             | 21  | Alessandro Del Piero (Juventus F.C.) | 20 klubów |
| 2008/09                                |   |   | 17 | Inter Mediolan      | Juventus F.C.                      | A.C. Milan                | 25  | Zlatan Ibrahimović (Inter Mediolan) | 20 klubów |
| 2009/10                                |   |   | 18 | Inter Mediolan      | AS Roma                            | A.C. Milan                | 29  | Antonio Di Natale (Udinese Calcio) | 20 klubów |
| 2010/11                                |   |   | 18 | A.C. Milan          | Inter Mediolan                     | SSC Napoli                | 28  | Antonio Di Natale (Udinese Calcio) | 20 klubów |
| 2011/12                                |   |   | 28 | Juventus F.C.       | A.C. Milan                         | Udinese Calcio            | 28  | Zlatan Ibrahimović (A.C. Milan) | 20 klubów |
| 2012/13                                |   |   | 29 | Juventus F.C.       | SSC Napoli                         | A.C. Milan                | 29  | Edinson Cavani (SSC Napoli) | 20 klubów |
| 2013/14                                |   |   | 30 | Juventus F.C.       | AS Roma                            | SSC Napoli                | 22  | Ciro Immobile (Torino FC) | 20 klubów |
| 2014/15                                |   |   | 31 | Juventus F.C.       | AS Roma                            | S.S. Lazio                | 22  | Mauro Icardi (Inter Mediolan) Luca Toni (Verona) | 20 klubów |
| 2015/16                                |   |   | 32 | Juventus F.C.       | SSC Napoli                         | AS Roma                   | 36  | Gonzalo Higuaín (SSC Napoli) | 20 klubów |
| 2016/17                                |   |   | 33 | Juventus F.C.       | AS Roma                            | SSC Napoli                | 29  | Edin Džeko (AS Roma) | 20 klubów |
| 2017/18                                |   |   | 34 | Juventus F.C.       | SSC Napoli                         | AS Roma                   | 29  | Mauro Icardi (Inter Mediolan), Ciro Immobile (S.S. Lazio) | 20 klubów |
| 2018/19                                |   |   | 35 | Juventus F.C.       | SSC Napoli                         | Atalanta Bergamo          | 26  | Fabio Quagliarella (UC Sampdoria) | 20 klubów |
| 2019/20                                |   |   | 36 | Juventus F.C.       | Inter Mediolan                     | Atalanta Bergamo          | 36  | Ciro Immobile (S.S. Lazio) | 20 klubów |
| 2020/21                                |   |   | 19 | Inter Mediolan      | A.C. Milan                         | Atalanta Bergamo          | 29  | Cristiano Ronaldo (Juventus F.C.) | 20 klubów |
| 2021/22                                |   |   | 19 | A.C. Milan          | Inter Mediolan                     | SSC Napoli                | 27  | Ciro Immobile (S.S. Lazio) | 20 klubów |
| 2022/23                                |   |   | 3  | SSC Napoli          | S.S. Lazio                         | Inter Mediolan            | 26  | Victor Osimhen (SSC Napoli) | 20 klubów |
| 2023/24                                |   |   | 20 | Inter Mediolan      | A.C. Milan                         | Juventus F.C.             | 24  | Lautaro Martínez (Inter Mediolan) | 20 klubów |
| 2024/25                                |   |   | 4  | SSC Napoli          | Inter Mediolan                     | Atalanta Bergamo          | 25  | Mateo Retegui (Atalanta BC) | 20 klubów |

## Statystyka

### Klasyfikacja według klubów
W dotychczasowej historii Mistrzostw Włoch na podium oficjalnie stawało w sumie 33 drużyny. Liderem klasyfikacji jest Juventus, który zdobył 36 tytułów mistrzowskich.
Stan po zakończeniu sezonu 2024/2025.
| Lp. | Klub                       | Miejsca na podium | Miejsca na podium | Miejsca na podium | Zwycięskie sezony |    |    | |
| --- | -------------------------- | ----------------- | ----------------- | ----------------- | --- | -- | -- | --- |
| Lp. | Klub                       | 1.                | Juventus Turyn    | 36                | Zwycięskie sezony | 21 | 12 | 1905, 1925/26, 1930/31, 1931/32, 1932/33, 1933/34, 1934/35, 1949/50, 1951/52, 1957/58, 1959/60, 1960/61, 1966/67, 1971/72, 1972/73, 1974/75, 1976/77, 1977/78, 1980/81, 1981/82, 1983/84, 1985/86, 1994/95, 1996/97, 1997/98, 2001/02, 2002/03, 2011/12, 2012/13, 2013/14, 2014/15, 2015/16, 2016/17, 2017/18, 2018/19, 2019/20 |
| 2.  | Inter Mediolan             | 20                | 17                | 16                | 1909/10, 1919/20, 1929/30, 1937/38, 1939/40, 1952/53, 1953/54, 1962/63, 1964/65, 1965/66, 1970/71, 1979/80, 1988/89, 2005/06, 2006/07, 2007/08, 2008/09, 2009/10, 2020/21, 2023/24 |    |    | |
| 3.  | A.C. Milan                 | 19                | 16                | 18                | 1901, 1906, 1907, 1950/51, 1954/55, 1956/57, 1958/59, 1961/62, 1967/68, 1978/79, 1987/88, 1991/92, 1992/93, 1993/94, 1995/96, 1998/99, 2003/04, 2010/11, 2021/22                   |    |    | |
| 4.  | Genoa CFC                  | 9                 | 4                 | 2                 | 1898, 1899, 1900, 1902, 1903, 1904, 1914/15, 1922/23, 1923/24 |    |    | |
| 5.  | FC Torino                  | 7                 | 7                 | 7                 | 1927/28, 1942/43, 1945/46, 1946/47, 1947/48, 1948/49, 1975/76 |    |    | |
| 6.  | FC Bologna                 | 7                 | 4                 | 3                 | 1924/25, 1928/29, 1935/36, 1936/37, 1938/39, 1940/41, 1963/64 |    |    | |
| 7.  | Pro Vercelli               | 7                 | 1                 | 0                 | 1908, 1909, 1910/11, 1911/12, 1912/13, 1920/21, 1921/22 (CCI) |    |    | |
| 8.  | SSC Napoli                 | 4                 | 8                 | 11                | 1986/87, 1989/90, 2022/23, 2024/25 |    |    | |
| 9.  | AS Roma                    | 3                 | 14                | 7                 | 1941/42, 1982/83, 2000/01 |    |    | |
| 10. | S.S. Lazio                 | 2                 | 7                 | 7                 | 1973/74, 1999/00 |    |    | |
| 11. | ACF Fiorentina             | 2                 | 5                 | 6                 | 1955/56, 1968/69 |    |    | |
| 12. | Cagliari Calcio            | 1                 | 1                 | 0                 | 1969/70 |    |    | |
| 13. | Sampdoria Genua            | 1                 | 0                 | 1                 | 1990/91 |    |    | |
| 14. | AS Casale                  | 1                 | 0                 | 0                 | 1913/14 |    |    | |
| 14. | Hellas Werona              | 1                 | 0                 | 0                 | 1984/85 |    |    | |
| 14. | U.S.D. Novese              | 1                 | 0                 | 0                 | 1921/22 (FIGC) |    |    | |
| 17. | US Milanese                | 0                 | 2                 | 1                 | |    |    | |
| 18. | Alba Roma                  | 0                 | 2                 | 0                 | |    |    | |
| 18. | AS Livorno                 | 0                 | 2                 | 0                 | |    |    | |
| 18. | Internazionale Turyn       | 0                 | 2                 | 0                 | |    |    | |
| 18. | Vicenza Calcio             | 0                 | 2                 | 0                 | |    |    | |
| 22. | AC Parma                   | 0                 | 1                 | 2                 | |    |    | |
| 22. | Udinese Calcio             | 0                 | 1                 | 2                 | |    |    | |
| 24. | AC Wenecja                 | 0                 | 1                 | 1                 | |    |    | |
| 25. | Fortitudo Rzym             | 0                 | 1                 | 0                 | |    |    | |
| 25. | FC Torinese                | 0                 | 1                 | 0                 | |    |    | |
| 25. | Ginnastica Sampierdarenese | 0                 | 1                 | 0                 | |    |    | |
| 25. | Perugia Calcio             | 0                 | 1                 | 0                 | |    |    | |
| 25. | Pisa Calcio                | 0                 | 1                 | 0                 | |    |    | |
| 25. | Savoia Calcio              | 0                 | 1                 | 0                 | |    |    | |
| 31. | Atalanta Bergamo           | 0                 | 0                 | 4                 | |    |    | |
| 32. | SG Andrea Doria            | 0                 | 0                 | 2                 | |    |    | |
| 33. | Alessandria Calcio         | 0                 | 0                 | 1                 | |    |    | |
| 33. | Calcio Padova              | 0                 | 0                 | 1                 | |    |    | |
| 33. | FC Modena                  | 0                 | 0                 | 1                 | |    |    | |

### Klasyfikacja według miast
Siedziby klubów: Stan na koniec sezonu 2025.
| Miasto            | Liczba tytułów | Kluby                     |
| ----------------- | -------------- | ------------------------- |
| Turyn             | 43             | Juventus (36), Torino (7) |
| Mediolan          | 39             | Inter (20), Milan (19)    |
| Genua             | 10             | Genoa (9), Sampdoria (1)  |
| Bolonia           | 7              | Bologna (7)               |
| Vercelli          | 7              | Pro Vercelli (7)          |
| Rzym              | 5              | Roma (3), Lazio (2)       |
| Neapol            | 4              | Napoli (4)                |
| Florencja         | 2              | Fiorentina (2)            |
| Cagliari          | 1              | Cagliari (1)              |
| Casale Monferrato | 1              | Casale (1)                |
| Novi Ligure       | 1              | Novese (1)                |
| Werona            | 1              | Hellas Werona (1)         |

## Uhonorowane kluby
Po zdobyciu 10 tytułów mistrza Włoch zezwala się na umieszczanie na koszulce złotej gwiazdki symbolizującej liczbę wywalczonych tytułów mistrzowskich, kolejna gwiazdka po 20.
W sezonie następującym po sezonie wygranym przez daną drużynę, ma ona prawo występowania w koszulkach udekorowanym tarczą (wł. Scudetto), czyli symbolem posiadania tytułu Mistrza Włoch. Tradycja ta sięga swoją historią do sezonu 1924/24, kiedy to po raz pierwszy na swoich koszulkach umieścili ją mistrzowie z Genoa CFC. Od sezonu 1960/61 zwycięski klub premiowany jest również Pucharem Mistrza Włoch, oficjalnym trofeum Serie A.
W roku 1958 związany z Juventusem F.C. Umberto Agnelli, zdecydował, iż jego klub uczci zdobycie dziesiątego w historii mistrzostwa Włoch poprzez umieszczenie ponad herbem symbolicznej złotej, 5-ramiennej gwiazdy. Juventus był pierwszą drużyną europejską która zdecydowała się celebrować zdobycie jubileuszowego tytułu mistrzów. Tradycja ta przyjęła się zarówno we Włoszech, jak i w innych krajach. Wzorem klubu z Turynu swoje dziesiąte mistrzostwo uczciły również Milan oraz Inter.
Aktualnie (stan na kwiecień 2024) trzy drużyny posiadają prawo umieszczania gwiazdy nad herbem:
- Juventus F.C. (1957/58, 1981/82, 2013/14)
- Inter Mediolan (1965/66, 2023/24)
- A.C. Milan (1978/79)

## Uczestnicy
Jest 67 zespołów, które wzięły udział w 91 ligowych Mistrzostwach Włoch, które były prowadzone od 1929 aż do sezonu 2022/23 łącznie. Tylko Inter Mediolan był obecny w każdej edycji. Juventus nie był obecny przez jeden sezon, w wyniku zdegradowania do Serie B (afera Calciopoli).
Pogrubione zespoły biorące udział w sezonie 2022/23.
- 91 razy: Inter Mediolan
- 90 razy: Juventus, Roma
- 89 razy: Milan
- 85 razy: Fiorentina
- 80 razy: Lazio
- 79 razy: Torino
- 77 razy: Napoli
- 76 razy: Bologna
- 66 razy: Sampdoria
- 62 razy: Atalanta
- 55 razy: Genoa
- 50 razy: Udinese
- 42 razy: Cagliari
- 32 razy: Verona
- 30 razy: Bari, Vicenza
- 29 razy: US Palermo
- 27 razy: Parma
- 26 razy: Triestina
- 23 razy: Brescia
- 19 razy: S.P.A.L.
- 18 razy: Livorno,
- 17 razy: Calcio Catania, Chievo, Lecce
- 16 razy: Ascoli, Padova
- 15 razy: Empoli
- 13 razy: Alessandria, Cesena, Como, Modena, Novara, Perugia, Venezia
- 12 razy: Pro Patria,
- 11 razy: Foggia
- 10 razy: Avellino, Sassuolo
- 9 razy: Reggina, Siena
- 8 razy: Lucchese, Piacenza, Cremonese
- 7 razy: Catanzaro, Mantova, Pisa, Varese, Delfino Pescara 1936
- 6 razy: Pro Vercelli
- 5 razy: Liguria, ACR Messina
- 4 razy: Casale, Salernitana
- 3 razy: Lecco, Legnano, Reggiana, Sampierdarenese, Crotone, Spezia
- 2 razy: Ancona, Ternana, Frosinone, Benevento
- 1 raz: Carpi, Pistoiese, Treviso. Monza

Oprócz tego, w mistrzostwach nieligowych (etap półfinał i finał) występowały:
- Alba Roma, Andrea Doria, Ausonia Pro Gorla, Esperia FC, FBC Internaples, FBC Roma, FBC Torinese, Fortitudo Roma, Ginnastica Torino, Ilva Bagnolese, Internazionale Napoli, Internazionale Torino, Naples FBC, Novese, Petrarca Calcio, Piemonte FC, Pro Livorno, Puteolana Pozzuoli, Savoia, SPES Livorno, US Milanese, Virtus Juventusque